# Afzelia pachyloba
Espèce
Classification APG III (2009)
Statut de conservation UICN

 VU  : Vulnérable
Afzelia pachyloba,  qui a pour noms vernaculaires doussié, ou encore doussié blanc en français, et afzelia en anglais, est une espèce de plantes à fleurs de la famille des Caesalpiniaceae (Leguminosae - Caesalpinioideae). C'est un arbre que l’on retrouve du Nigeria jusqu’en Centrafrique, et jusqu’au Cabinda en Angola.

## Description
L’arbre peut atteindre 40 mètres de haut. Il présente un fût droit et cylindrique qui atteint 90 cm de diamètre.
L’écorce est grisâtre à brune. Le bois de cette espèce, au grain moyen à grossier et régulier, est durable. Le bois de cœur est de couleur rouge-brun pâle à orange-brun ou à brun doré.
Les feuilles sont alternes.
Les inflorescences atteignent 20 cm de long et sont garnies de poils courts. Les fleurs sont bisexuées et odorantes. Le fruit se présente sous la forme d’une gousse aplatie de 13-20 cm sur 9-13 cm, de couleur brune, et contient une quinzaine de graines. Celles-ci sont noires, et font 3-5,5 cm de long.

## Utilisation
L’arille de la graine peut être appliquée sur la peau gercée. La décoction de racine est utilisée en externe pour soulager les douleurs rénales.
L’arille de la graine est comestible. L’huile est utilisée en cuisine.
Le tourteau pressé est consommé par le bétail. 
Le bois est utilisé pour la construction de bateaux de plaisance, ainsi qu’en menuiserie, parqueterie, ainsi qu’en industrie notamment. Il sert également de bois de feu. L’huile permet la fabrication de savon.